# Pitomba
A pitomba (ou o pitombo) é o fruto da pitombeira (Talisia esculenta), árvore presente desde a Região Amazônica até a Mata Atlântica, do Nordeste do Brasil ao Rio de Janeiro, que chega a ter até doze metros de altura. Seus frutos, drupas, são comestíveis, saborosos e muito consumidos tanto pelo homem como pela fauna e se dá no pé entre os meses de janeiro e abril, às vezes vai até maio ou junho dependendo do clima. A pitomba possui em geral um a dois caroços revestidos por uma camada fina e suculenta, adocicada e um pouco ácida. Quando madura, a fruta tem a cor laranja e em média cerca de três centímetros.
Estes frutos são comercializados nas feiras das regiões Norte e Nordeste no Brasil, sendo muito procurados por pássaros e amplamente cultivados em pomares domésticos por todo o país.
Dá nome a uma tradicional festa pernambucana, a Festa da Pitomba.

## Etimologia
"Pitomba" e "pitombo" provêm do termo tupi pito'mba.

## Outras denominações
- Pitombeira (nome da árvore onde a pitomba se origina)
- Olho-de-boi
- Pitomba-da-mata
- Pitomba-de-macaco

## Expressão idiomática
O termo pode ser usado na expressão popular "fulano não vale uma pitomba", significando que a pessoa não vale nada, como o tamanho pequeno da fruta.